# Papa Pius al XI-lea
Pius al XI-lea, născut Achille Ratti, (n. 31 mai 1857, Desio, Regatul Lombardia-Veneția, Imperiul Austriac – d. 10 februarie 1939, Vatican) a fost papă al Bisericii Catolice între anii 1922-1939.

## Biografie
Părinții lui Achille Ratti au fost oameni simpli. Născut la 31 mai 1857 în Desio, a mers la seminarul teologic al Arhidiecezei de Milano. Ulterior a urmat Universitatea Pontificală Gregoriană, unde a obținut doctoratul în teologie. După câțiva ani petrecuți într-o parohie, părintele Ratti a fost însărcinat să lucreze în Biblioteca Ambroziană din Milano. În 1912 a devenit asistent bibliotecar la Vatican. Papa Pius al X-lea l-a numit ulterior la conducerea Bibliotecii Apostolice Vaticane. 
În afară de activitatea bibliotecară, Achille Ratti a practicat alpinismul.
În 1918 papa Benedict al XV-lea îl trimite pe Ratti de la cercetările sale pentru a sluji mai întâi ca vizitator și apoi ca nunțiu în tulburata Polonie. Pentru un cărturar la 60 de ani, plecarea în prima sa misiune diplomatică într-o țară revenită la viață după un secol de fărâmițări, a fost oarecum o povară. Ratti a rezolvat cu succes situația, dând dovadă de curaj. Când alți diplomați au fugit din fața invaziei Armatei Roșii a lui Troțki, Ratti a rămas la Varșovia, sub asediu sovietic. A asistat la victoria mareșalului Józef Piłsudski în Bătălia de la Varșovia din 1920 și la eliberarea Poloniei după Războiul polono-sovietic.
În 1921 papa Benedict al XV-lea l-a numit pe Ratti arhiepiscop de Milano și cardinal. Câteva luni mai târziu papa Benedict al XV-lea a murit, iar în locul lui a fost ales Ratti, care și-a luat numele de Pius al XI-lea.
Papa Pius al XI-lea a fost pus în fața unei triste și tulburate lumi postbelice, o lume amenințată și ispitită de fascism și comunism. Pius al XI-lea s-a străduit să adune forțele binelui și să remedieze răutățile timpului. Pentru a aminti lumii materialiste primordialitatea spiritualității, a instiuit sărbătoarea Cristos Rege. În treizeci de scrisori enciclice a răspuns la întrebările timpului. Remarcabile au fost enciclicile sale asupra educației, căsătoriei și asupra problemelor sociale.
În timpul pontificatului său au fost încheiate mai multe concordate. Cel mai important a fost Tratatul de la Lateran din 1929, care a adus rezolvarea problemei romane.

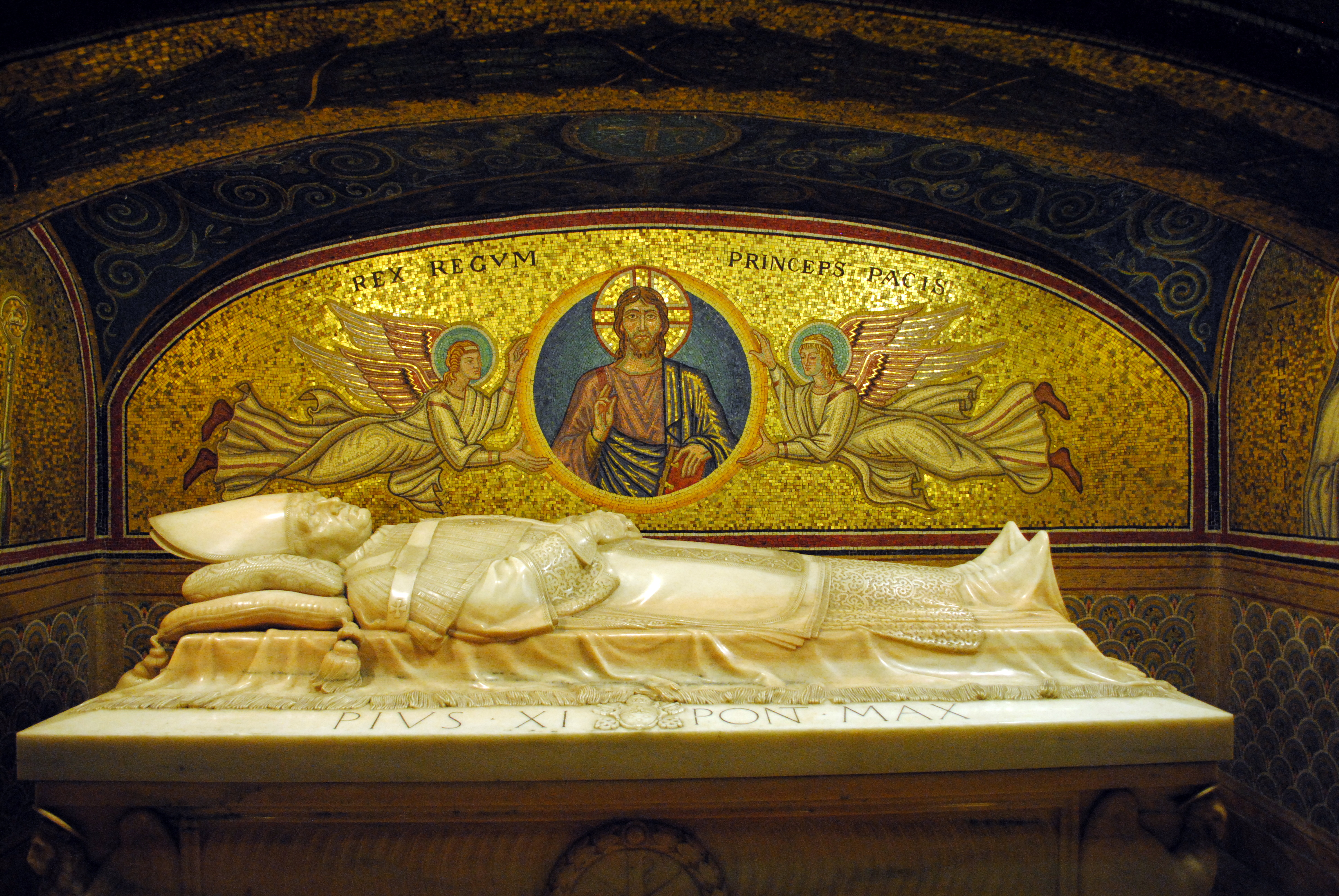
Mormântul papei Pius al XI-lea

Pius al XI-lea a sprijinit activitatea misionară și a formarea clerului autohton. Pius al XI-lea a permis în teritoriile din afara Europei practicarea anumitor obiceiuri care în trecut au fost considerate drept superstiții. A fost de asemenea interesat de Bisericile Răsăritene separate și dorea unirea cu ele. A fost întristat de persecuțiile asupra evreilor, și a repetat mereu lumii că a fi antisemit înseamnă a fi necreștin.
Într-un discurs ținut în data de 6 septembrie 1938, la o zi după adoptarea primelor legi antisemite din Italia, a spus din nou că antisemitismul este o mișcare odioasă, incompatibilă cu trăirea creștină.
A fost confruntat de asemenea cu persecuțiile asupra creștinilor din Mexic, Rusia, Spania și Germania. Chiar înainte de a muri, la 10 februarie 1939, Pius al XI-lea și-a oferit viața pentru pace în lume.

## Scrisori enciclice
- Mit brennender Sorge (14 martie 1937), despre național-socialism
- Divini redemptoris (19 martie 1937), despre comunism